# Антиподи
Островите Антиподи (на английски: Antipodes Islands) са група от 7 вулканични острова в Тихия океан, разположени на около 800 км югоизточно от Нова Зеландия, която ги владее.

## География
Площта на архипелага е 24 км2. Най-големи острови са Антиподи (22 км2) и Боланс (2 км2), които не са населени. Височината им е 402 м. Климатът е умерен. Има ливади, храсти и много птици. Посещават се главно за научни изследвания, по-рядко от туристи.

## История
Островите са открити през 1800 г. от английския мореплавател Хенри Уотърхаус и са наречени така, защото се намират на противоположния на Гринуич меридиан, приблизително на ширината на Великобритания. Част са от Световното културно наследство на ЮНЕСКО.
1. ↑  ((ru)) «Большая Советская Энциклопедия» – Антиподов острова, т. 2, стр. 82